# Bob Orton, Jr.
Pour les articles homonymes, voir Cowboy et Orton.
 (janvier 2014).
Si vous disposez d'ouvrages ou d'articles de référence ou si vous connaissez des sites web de qualité traitant du thème abordé ici, merci de compléter l'article en donnant les références utiles à sa vérifiabilité et en les liant à la section « Notes et références ».
Robert Keith « Bob » Orton, Jr., né le 10 novembre 1950 à Kansas City, est un catcheur (lutteur professionnel) américain à la retraite. Il est le père de Randy Orton et le fils de Bob Orton, Sr..

## Jeunesse
Bob Orton est le fils du catcheur Bob Orton, Sr.. Très jeune, Bob, Jr. souhaite devenir catcheur mais son père pense alors qu'il est trop petit. 

### Carrière
Il est connu pour avoir lutté durant toute sa carrière avec un plâtre qu'il utilisait pour battre ses adversaires.
En 2005, il aide son fils Randy Orton à battre des catcheurs comme Rey Mysterio, Batista, Eddie Guerrero et surtout l'Undertaker avec qui son fils eu une rivalité pendant plusieurs mois, laquelle se finira à Wrestlemania par une victoire de l'Undertaker bien qu'il soit intervenu en faveur de son fils.
Il apparait à Raw Old School du 15 novembre 2010.
Il fera ensuite plusieurs apparitions avec son fils notamment en 2012 où il se fera tabasser[style à revoir] par Kane sous les yeux de Randy Orton.

## Palmarès
- American Wrestling Federation 
  - AWF Heavyweight Championship 1 fois

- Championship Wrestling de Floride 
  - NWA Florida Heavyweight Championship 1 fois
  - NWA Florida Tag Team Championship 2 fois avec Bob Orton, Sr.

- Georgia Championship Wrestling 
  - NWA Georgia Junior Heavyweight Championship 1 fois
  - NWA Georgia Tag Team Championship 2 fois avec Tim Woods (1) et Dick Slater (1)

- International Championship Wrestling 
  - ICW Southeastern Heavyweight Championship 1 fois
  - ICW Southeastern Tag Team Championship 2 fois avec Bob Roop (1) et Barry Orton (1)
  - ICW Television Championship 1 fois

- Mid-Atlantic Championship Wrestling 
  - NWA World Tag Team Championship (Mid-Atlantic version) 1 fois avec Don Kernodle

- Mid-South Wrestling 
  - Mid-South Mississippi Heavyweight Championship 1 fois

- Midwest Powerhouse Wrestling 
  - MPW Heavyweight Championship 1 fois

- Powerhouse Championship Wrestling 
  - PCW Heavyweight Championship 1 fois

- Southeastern Championship Wrestling 
  - NWA Southeast Tag Team Championship 4 fois Bob Roop (1), Ron Garvin (2), et Jerry Blackwell (1)

- Universal Wrestling Federation 
  - UWF Intercontinental Heavyweight Championship (1 time)
  - UWF Southern States Championship (2 times)

- World Wrestling Entertainment
  - WWE Hall of Fame (2005)[3]

- WWS Television Championship 1 fois